# Rue Jean-Bouton
La rue Jean-Bouton est une voie située dans le 12e arrondissement de Paris, en France.

## Situation et accès
La Rue Jean-Bouton se situe dans le 12ème arrondissement de la ville de Paris. Elle est à proximité de la gare de Lyon.

## Origine du nom
Elle porte le nom de Jean Bouton, un ancien propriétaire du terrain.

## Historique

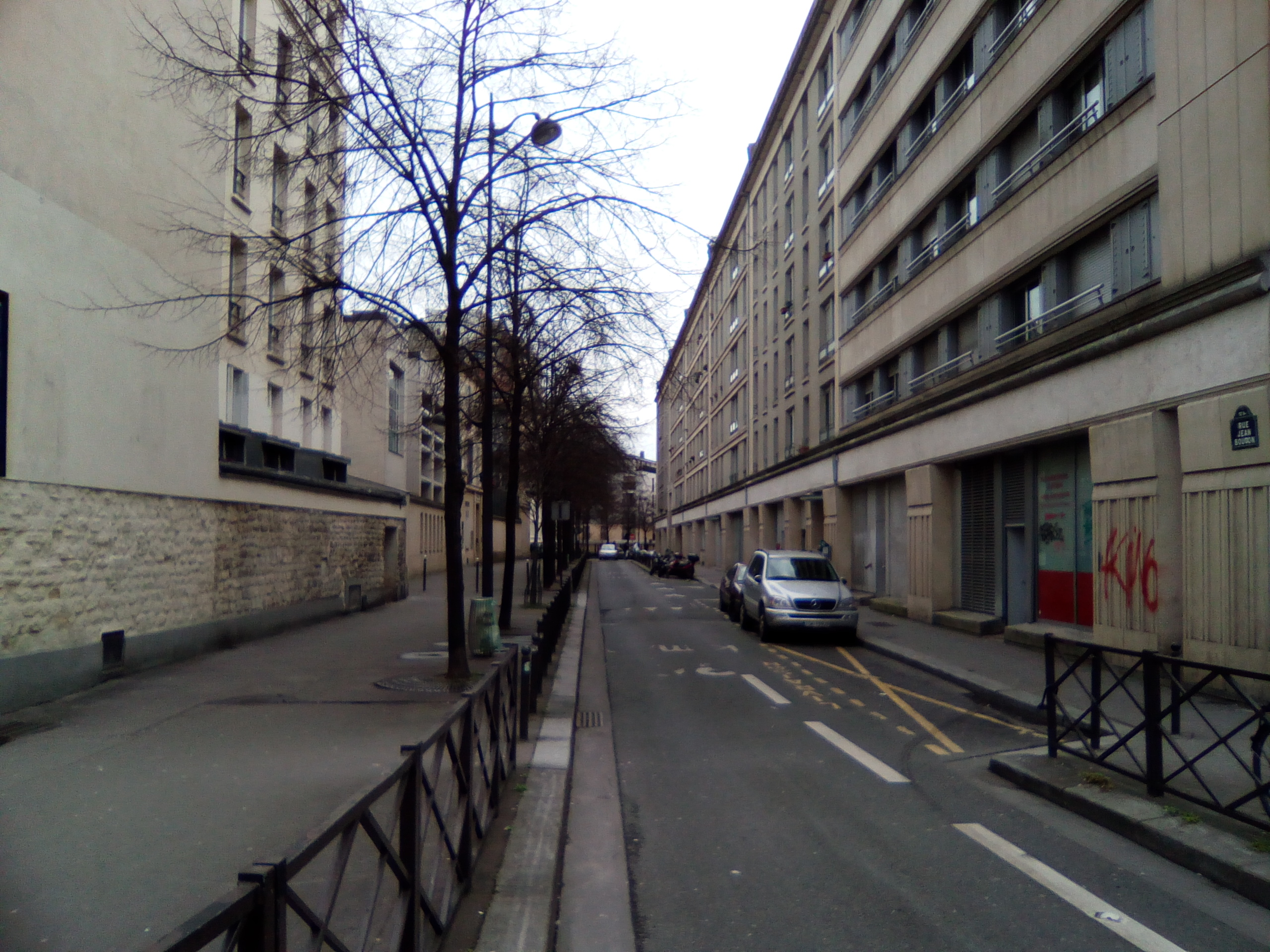
Vue de la rue, depuis le boulevard Diderot.

Cette voie existait à la fin du XVIIIe siècle, et s'appelait « impasse Jacques-Bouton » jusqu'en 1929, où elle prend sa dénomination actuelle.
Une partie en impasse, au-delà de la rue Guillaumot, est devenue une partie de la rue Paul-Henri-Grauwin en 1995.
Il y a maintenant une école dans cette rue.